# Parostrincola lingulae
Parostrincola lingulae is een eenoogkreeftjessoort uit de familie van de Myicolidae. De wetenschappelijke naam van de soort is voor het eerst geldig gepubliceerd in 1988 door Humes & Boxshall.